# Campeonato Maldivo de Futebol
A Dhivehi League é a divisão principal do futebol nacional da Maldivas.
A primeira edição do campeonato foi em 1972, e a equipe do Victory Sports Club, fundada no ano anterior, foi campeã do certame.

## Formato
A primeira divisão é formada por oito clubes, com rebaixamento, neste formato o campeonato está desde 2000. Anteriormente a primeira divisão era disputada por 10 equipes.